# Eremobina leucoscelis
Eremobina leucoscelis là một loài bướm đêm trong họ Noctuidae.